# Карцов, Владимир Геннадиевич
Карцов Владимир Геннадиевич (8 (21) февраля 1908, Царское Село — 18 января 1977, Калинин) — археолог, историк, кандидат педагогических наук, автор трудов по истории Красноярского края и истории движения декабристов.

## Биография
Владимир Геннадиевич Карцов родился 8 февраля 1904 года в Царском Селе (ныне г. Пушкин) в дворянской семье.
В 16 лет В. Г. Карцов пошёл в Красную армию. Участвовал в гражданской войне в Белоруссии и Закавказье.
В 1925 г. он поступил на исторический факультет Первого Московского университета. В мае 1928 г. по совету своего преподавателя В. Г. Карцов приехал в Красноярск, где занял должность заведующего археологическим отделом Музея Приенисейского края, а затем заместителя директора музея. Карцов преподавал на Рабфаке различных учебных заведений, а с 1932 г. преподавал в Красноярском педагогическом институте этнографию на только что основанном историческом факультете. С 1941 по 1943 год был директором Казанчинской средней школы.
В 1934 году В. Г. Карцов переезжает в Москву для работы в Государственном Историческом музее, а вскоре переключается на педагогическую деятельность.
С 1946 по 1957 год В. Г. Карцов работал заведующим кафедрой истории СССР Тульского государственного педагогического института. С 1957 по 1960 был доцентом Абаканского педагогического института. В 1960—1961 заведующим кафедрой истории СССР того же ВУЗа.
С 1961 по 1968 год — заведующий кафедрой истории СССР Калининского педагогического института.
В 1961 году «за выдающиеся заслуги в деле подготовки научных и педагогических кадров» В. Г. Карцов был награждён орденом Ленина. В 1965 присвоено учёное звание профессора. В 1967 году присвоено почётное звание «Заслуженный учитель школы РСФСР».
Умер в 1977 году.

## Научная деятельность
Являлся руководителем раскопок археологических памятников на Енисее. Труды Карцова по методике преподавания и его учебники по истории СССР изданы на 20 языках разных народов мира. Имеет 107 публикаций (более 20 посвящены истории Красноярского края и Сибири). К его публикациям относятся: «Материалы по археологии Красноярского района» (1929г), «О чём говорят курганы» (1961г).
Возглавив кафедру Калининского педагогического института, Карцов и там начинает организовывать археологические раскопки. Благодаря ему полевые работы становятся неотъемлемой частью обучения дисциплины «археология». Также, Владимир Геннадиевич пригласил на кафедру переехавшую в Калинин Ф. Х. Арсланову — известного археолога. Именно она в последующие годы провела самые масштабные раскопки на территории Калининской (Тверской) области. Созданное Карцовым археологическое направление на историческом факультете КПИ (нынешнего ТвГУ) работает и поныне (на сентябрь 2020).
В педагогических журналах (напр. «Преподавание истории в школах») он отстаивал идею, что историку в школе недостаточно хорошо владеть историческими знаниями. Историк в школе, по Карцову, должен уметь эти знания передать детям в доходчивой форме. Владимир Геннадиевич решил показать коллегам пример доходчивости изложения истории. Он написал учебник истории для 4 класса в соавторстве с молодым учителем истории Алексеевым. Его соавтор почувствовал вкус к изложению истории школьникам в доходчивой форме и сам вошёл в историю, как детский писатель Сергей Алексеев, лауреат Государственной премии СССР. Владимир Геннадиевич — автор многократно переиздававшегося пособия «Методика преподавания истории СССР в начальной школе». В этой работе автор призывает учителей отходить от черчения схем, заменяя их яркими, наглядными образами, гораздо лучше усваиваемыми четвероклассниками. Этот реформаторский подход принёс Карцову популярность пособия, уважение коллег и орден Ленина в знак признания заслуг.
Одна из учениц учёного — Н. С. Воскресенская — на протяжении 15 лет была деканом исторического факультета Калининского Государственного Университета, как с 1974 года назывался КПИ.
В. Г. Карцов являлся одним из самых авторитетных специалистов по изучению деятельности декабристов, их жизни в Сибири. Именно поэтому потомки академика Милицы Нечкиной, крупнейшего декабристоведа, передали её личную библиотеку историческому факультету КГУ, на котором её коллега Карцов проработал 16 лет. В 1965 году в Новосибирске была издана его монография «Декабрист Гавриил Степанович Батеньков», являющаяся на сегодняшний день крупнейшим историческим трудом, посвящённым этому выдающемуся человеку.
Во время работы в Калининском пединституте Владимир Геннадиевич включает в сферу своих научных интересов церковный раскол в России и даже читает спецкурс по этой теме, что по меркам атеистических 1970-х было очень смелым поступком.

## Избранная библиография
- Методика преподавания истории СССР в нач. школе, M.
- Методика преподавания истории в нач. школе. Учебник для пед. уч-щ, М., 1956.
- Очерки методики обучения истории СССР в 8—10 кл., M.
- В. Г. Карцов «Декабрист Гавриил Степанович Батеньков»., Новосибирск 1965.
- С. П. Алексеев В. Г. Карцов История СССР. Книга для чтения в 4 классе.,М. 1955—1964.
- «Материалы по археологии Красноярского района» (1929)
- «О чём говорят курганы» (1961)
- Хакасия в период разложения феодализма (XVIII — первая половина XIX в.)., Абакан, 1970.
- В помощь учителю истории, Абакан, 1959

## Семья
Отец — Геннадий Геннадиевич Карцов (1868—1947), сын Геннадия Васильевича Карцова, участника кругосветного плавания на фрегате «Паллада», и Н. А. фон Бенкендорф, внучатой племянницы графа А. Х. Бенкендорфа, Г. Г. Карцов всю жизнь проработал в акцизном ведомстве. К 1913 году дослужился до чина статского советника, был старшим ревизором Петроградского акцизного управления. По воспоминаниям генерала Игнатьева в конце первой мировой войны именно Г. Г. Карцова, как «одного из высших акцизных чиновников» отправили во Францию для переговоров об акцизных льготах на поставку спирта, необходимого для производства бездымного пороха, который производился во Франции для российской армии. Революционные события 1917 года встретил во Франции, в которой он и оставался до своей смерти в 1947 году.
Мать — София Владимировна Базилевская (1878—1919) была дочерью генерал-майора В. Н. Базилевского, участника русско-турецкой войны 1877-78 г.г., командира 2-й бригады 27-й пехотной дивизии и О. Е. Вессель, дочери генерал-лейтенанта Е. Х. Весселя, профессора Михайловской артиллерийской академии. В. Н. Базилевский был участником самодеятельного октета из гвардейских офицеров, собранного в 1872 году, в котором играл и будущий император Александр III. На базе этого октета вскоре был создан Хор наследника цесаревича, в котором Базилевский играл 16 лет. Когда у него родилась дочь София, то цесаревич пожелал стать её воспреемником (крёстным отцом).
Братья:
- Геннадий Геннадиевич Карцов (1895—1921), лейтенант, морской лётчик, начальник 2-го гидроотряда 1-го Ораниенбаумского морского воздушного дивизиона, расстрелян в 1921 году за участие в кронштадском мятеже.
- Пантелеймон (Пантелей) Геннадьевич Карцов (1896—1973), военный инженер, участник Первой мировой войны. В советское время служил в Министерстве лёгкой промышленности СССР.

Дочь — Карцова София Владимировна, биофизик, кандидат наук, работала доцентом кафедры биотехнологии Тверского государственного технического университета.